# Möbius-Zeichen
Das Möbius-Zeichen (auch Moebiussches Symptom genannt) ist ein typisches Symptom der endokrinen Orbitopathie. Es bezeichnet eine pathologische Konvergenzschwäche der Augen. In der klinischen Praxis kann eine quantifizierte Bestimmung des Konvergenznahpunktes erfolgen, um so Befundveränderungen zu dokumentieren. Benannt wurde das Zeichen nach dem deutschen Neurologen Paul Julius Möbius (1853–1907), der dieses Symptom erstmals 1883 beschrieben hatte.
Weitere klinische Zeichen der endokrinen Orbithopathie sind das Graefe-Zeichen, das Dalrymple-Zeichen, das Kocher-Zeichen und das Stellwag-Zeichen.